# Area marina protetta Regno di Nettuno

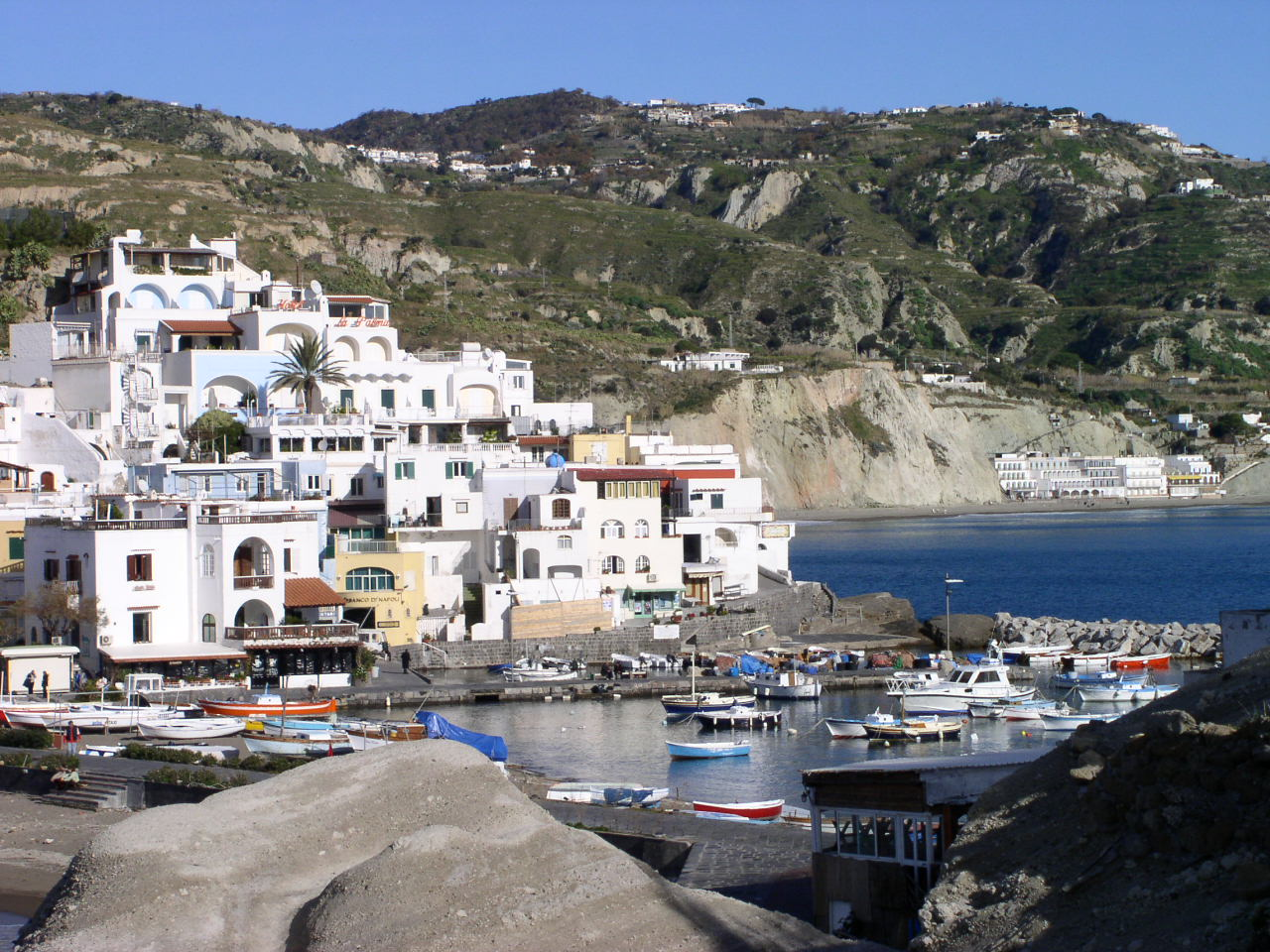
Il borgo di Sant'Angelo d'Ischia, ricompreso nella zona B.

L'area marina protetta Regno di Nettuno è un'area marina protetta istituita con decreto del Ministero dell'ambiente il 27 dicembre 2007 ed è situata nella città metropolitana di Napoli, attorno alle isole del golfo, Ischia, Procida e Vivara.

## Descrizione
L'area è stata divisa in cinque zone di salvaguardia, dette A, B, B.N.T, C e D.
In tutte le zone non sono consentite attività che possono creare turbamento delle specie vegetali e animali, tra cui (salvo quanto stabilito nel Regolamento), la balneazione, la navigazione, l'ancoraggio, l'ormeggio, l'utilizzo di moto d'acqua, lo sci nautico. È inoltre vietata qualunque attività di cattura, raccolta e danneggiamento di esemplari delle specie animali e vegetali, così come di reperti archeologici e di formazioni geologiche; ancora, l'immissione di qualsiasi sostanza tossica o inquinante, la discarica di rifiuti solidi o liquidi, l'acquacoltura, l'uso di fuochi all'aperto.

### Zona A
La zona A (riserva integrale) comprende il tratto di mare che bagna la costa occidentale dell'Isola di Vivara e quello nei pressi della Secca della Catena, all'estremità meridionale del canale d'Ischia.
In questa zona sono possibili solamente le attività di soccorso, di sorveglianza e di servizio.

### Zona B
La zona B n.t. (Riserva Generale Speciale - "no take") comprende il tratto di mare circostante la Secca delle Formiche di Vivara, in prossimità dell'isolotto, e il tratto di mare circostante il promontorio di Punta Sant'Angelo, nell'isola d'Ischia.
Vi è inoltre la zona B (Riserva Generale) comprendente il tratto di mare antistante la costa orientale dell'isola di Procida (dalla Punta della Lingua fino a Punta Solchiaro), tutto il tratto di mare circostante l'isola di Vivara (comprese le vicine zone "A" e "B n.t."), il Banco d'Ischia (al largo della costa sud-orientale di Ischia), il tratto di mare antistante Punta San Pancrazio e la Scarrupata di Barano d'Ischia, il tratto di mare da Punta Imperatore a Punta Sant'Angelo (nella zona sud-occidentale dell'isola d'Ischia), e infine la Secca di Forio, al largo della cittadina omonima.
Tali zone sono caratterizzate da vincoli leggermente più larghi: oltre a quanto consentito in zona A è concessa la balneazione, le immersioni e le visite guidate subacquee, la navigazione a vela, a remi o entro alcuni limiti definiti dal Regolamento, l'accesso alle imbarcazioni (trasporto passeggeri e di linea, autorizzate dal gestore), l'ormeggio e l'ancoraggio in siti individuati, la pesca artigianale, la pescaturismo, l'acquacoltura e la pesca sportiva.
Esclusivamente nelle zone "B n.t." sono vietate tuttavia la pesca professionale e sportiva, l'acquacoltura e la mitilicoltura, le immersioni subacquee non autorizzate dal gestore.

### Zona C
La zona C (Riserva Parziale) comprende il residuo tratto di mare attorno alle isole, ad eccezione del canale di Procida e di una zona a nord di Punta Imperatore, nell'isola d'Ischia.
Ulteriori attività consentite: l'accesso alle navi da diporto, l'ormeggio in zone autorizzate e la pesca sportiva.

### Zona D
La zona D (Zona di salvaguardia dei mammiferi marini) comprende gran parte del Canyon di Cuma, al largo della costa nord-occidentale dell'isola d'Ischia.
È qui consentita la gran parte delle attività di cui ai punti precedenti e inoltre la pesca a circuizione e a strascico (previa autorizzazione), la pesca sportiva con lenza e canna, nonché l'osservazione dei cetacei.

## Ente gestore
L'AMP è attualmente gestita dalla Capitaneria di Porto di napoli,  Commissario Ministeriale, dopo la revoca con Decreto Ministeriale 74 del 17/0472015, per grave inerzia, inadempienze e mancata risposta alle numerose diffide ministeriali, dell'affidamento provvisorio  al consorzio dei comuni inclusi nell'area protetta: Barano d'Ischia, Casamicciola Terme, Forio, Ischia, Lacco Ameno, Serrara Fontana, Procida.
La Capitaneria di Porto ha il compito di gestire l'ordinaria amministrazione sino alla consegna ad un nuovo Ente Gestore identificato dal Ministero dell'Ambiente e della Difesa del Territorio e del Mare.

## Critiche
Le critiche principali vengono da parte della classe politica ischitana che mal digerisce la separazione di competenze tra l'azione di programmazione e la gestione delle risorse economiche (magre) assegnate all'Area marina protetta dal Ministero dell'Ambiente.
La costante conflittualità tra alcuni sindaci e la direzione dell'AMP, tenuta per norma da un tecnico di provata competenza approvato dal Ministero, ha provocato negli anni un blocco gestionale per il perdurante conflitto tra autorità locali e le esigenze di salvaguardia ambientale e di sviluppo socioeconomico legato alla gestione del mare.
Questa conflittualità è stata veicolata sui medi locali con accuse mirate ad ingenerare nella popolazione la convinzione che l'AMP fosse un elemento vessatorio ed un freno allo sviluppo turistico dell'Isola d'Ischia.
È ancora oggetto di critiche molto importanti, soprattutto da parte dei residenti delle due isole presenti nel Regno di Nettuno ovvero Ischia e Procida. Si contesta soprattutto il fatto che da quando è stata istituita non sono state installate le boe di delimitazione, in modo tale da rendere visibile i reali confini dell'amp, e la delimitazione delle varie "Zone" (A, B no take, B, C, D), il malfunzionamento dei depuratori esistenti, e soprattutto l'autorizzazione della famigerata "pesca a strascico" nella Zona D. A questo si aggiungono le proteste dei pescatori subacquei, la cui attività ricreativa viene vietata per legge.
Oggi, peraltro, le critiche principali sono rivolte alla capitaneria di Porto di Napoli, accusata da più parti di inerzia nella gestione dell'AMP.